# 青森県立八戸商業高等学校
青森県立八戸商業高等学校（あおもりけんりつ はちのへしょうぎょうこうとうがっこう、英称:Aomori Prefectural Hachinohe Commercial High School）は、青森県八戸市十日市字塚ノ下に所在する県立の商業高等学校。略称は八商（はっしょう）、商業。

## 概要
歴史
1927年（昭和2年）創立の「八戸町立商業学校」を前身とする。1948年（昭和23年）の学制改革により新制の商業高等学校となる。1975年（昭和50年）に全日制課程が青森県に移管されたことにより現校名に改称。2012年（平成24年）に創立85周年を迎えた。
設置課程・学科
全日制課程 3学科
- 商業科
- 国際経済科
- 情報処理科

校訓
「自主・明朗・規律」
教育目標
1. 国際化・情報化時代に対応しうる創造力豊かで知・徳・体の調和のとれた人間を育成する。
2. 社会の有為な形成者として必要な知識・技能を修得させ、心身ともに健康な人間としての資質を養成する。

教育課程（特色）
商業科目、学校設定科目において実用的で特色ある英語教育に力を入れている。
校章
Hachinohe Commercialの頭文字であるHCの間に、ローマ神話に登場する商業の神マーキュリーが持つカドゥケウスの杖が配置されたデザイン。
校歌
作詞は音喜多富壽、作曲は信時潔による。現校歌は1961年（昭和36年）に歌詞を改定したもので、旧校歌の作詞は彌富破魔雄（旧制弘前高校教授）による。
学校周辺
是川遺跡にほど近い八戸市南部（南郷区以外の旧市内の南部）に位置し、行楽施設のこどもの国が隣りにある。
交通手段
生徒は八戸市内のほか、三戸郡、岩手県九戸郡などから通学している。通学手段としてはバスで通う者が多く、朝は市中心部からの八戸市営バス・「是川団地」行き（「商業高校前」下車）が混み合う。自転車や徒歩で通う生徒もいる。
制服
女子制服は八戸市内の高校では数少ないセーラー服を採用、胸元のスカーフ留めにHCの刺繍が入っているのが特徴である。男子は学ランを着用する。
入試出願倍率
入試（前期選抜）の出願倍率は商業科が例年2倍を超えており、青森県立高校では屈指の高倍率学科である。国際経済科、情報処理科も比較的高倍率傾向が続いている。
進路
卒業後の進路は、地元就職の比率が大きい。簿記や情報処理などの資格取得やスポーツ実績、指定校推薦を利用した推薦入学制度を使って四年制大学への進学もあるほか、短期大学や専門学校に進む者もいる。
同窓会
「八商同窓会」と称している。

## 沿革
設立の経緯
三戸郡八戸町・小中野町・湊町・鮫村の合併による八戸市の市制施行（1929年（昭和4年））を控え、八戸町民の間では「地元経済を担う商業人を育成するべき」との気運が高まった。当時の八戸町は厳しい財政運営を強いられていたが、町議会はこの気運に応えるべく商業学校の新設を全会一致で可決、既に存在していた同町の八戸商業補習学校を母体に1927年、八戸町立商業学校として当校を創立させた。
旧制・商業学校時代
- 1927年（昭和2年）5月27日 - 八戸町大字類家字外中居11番地の八戸高等小学校(現八戸市立吹上小学校)校舎の一部を借用して「八戸町立商業学校」が開校。
  - 以降この日を創立記念日とする
- 1929年（昭和4年）
  - 5月1日 - 町村合併により八戸市が発足したため「八戸市立商業学校」に改称。
  - 12月3日 - 八戸町大字堀端町1番地の八戸尋常小学校校舎の一部を譲り受けて移転。
- 1934年（昭和9年）2月11日 - 校歌を制定。
- 1944年（昭和19年）
  - 4月1日 - 教育ニ関スル戦時非常措置方策により、八戸市立工業学校が併置される。
    - 事実上、商業学校から工業学校に転換された。これにより商業学校は生徒の募集を停止。

  - この年 - 勤労動員が開始。
- 1945年（昭和20年）
  - 4月 - 学校での授業が停止される。ただし勤労動員は継続される。
  - 8月 - 終戦。
  - 9月 - 授業を再開。
- 1946年（昭和21年）
  - 4月 - 商業学校の生徒募集を再開。修業年限を5年とする（4年修了時点で卒業することもできた）。
  - 8月 - 工業学校との併設を解消。
- 1947年（昭和22年）4月1日 - 学制改革（六・三制の実施）が行われる。
  - 商業学校の生徒募集を停止。
  - 新制中学校を併設し（以下・併設中学校）、商業学校1年修了者を新制中学校2年生として収容。
  - 併設中学校は経過措置としてあくまで暫定的に設置されたため、新たに生徒募集は行われず、在校生が2年生のみの中学校であった。
  - 商業学校4年修了者はそのまま在籍し、5年生となった（4年終了時点で卒業することもできた）。

新制・商業高等学校
- 1948年（昭和23年）4月1日 - 学制改革（六・三・三制の実施）により商業学校は廃止され、新制高等学校「八戸市立商業高等学校」（男子校）が発足。
  - 通常制商業課程を設置。
- 1949年（昭和24年）3月31日 - 併設中学校を廃止。
- 1950年（昭和25年）4月1日 - 男女共学を開始。女子生徒51名が入学。
- 1955年（昭和30年）12月14日 - 八戸市大字類家字諏訪後29番地1に新校舎が完成。旧校地は八戸市立第一高等学校が継承。
- 1956年（昭和31年）4月1日 - 定時制商業課程を設置。八戸市立第一高等学校小中野分校の廃止に伴い、小中野分校の生徒を定時制に収容。
- 1961年（昭和36年） - 創立35周年を記念し、校歌の歌詞を改定。
- 1962年（昭和37年）4月1日 - 通常制商業課程を全日制課程商業科に、定時制商業課程を全日制課程商業科に改称。
- 1971年（昭和46年）4月1日 - 学科改編により、商業科の募集を停止し、事務科・経理科・営業科の3科を設置（学科の細分化を実施）。
- 1974年（昭和49年）9月23日 - 現在地に新校舎が完成。
- 1975年（昭和50年）3月31日 - 全日制課程のみが青森県に移管され、「青森県立八戸商業高等学校」（現校名）に改称。
  - 定時制課程は八戸市立商業高等学校として、移転前の校地である八戸市立第一高等学校に併置される（1981年（昭和56年）4月に八戸市立第一高等学校に統合）。
- 1979年（昭和54年）4月1日 - 学科改編により、事務科・経理科・営業科の募集を停止して、商業科を設置（学科の統合を実施）。
- 1984年（昭和59年）8月17日 - 新校旗を制定。
- 1990年（平成2年）1月30日 - 校舎向かい付近の弥次郎窪地区に野球場が完成。
- 1992年（平成4年）4月1日 - 国際経済科を新設。2学科体制となる。
- 1993年（平成5年）4月1日 - 情報処理科を新設。3学科体制となる。
- 1998年（平成10年）
  - 11月26日 - 弓道場が完成。
  - 12月7日 - 運動場を整備。
- 2007年（平成19年）度 - 英語教育優良教育委員会・学校文部科学大臣表彰を受ける。
- 2009年（平成21年）11月10日 - 学校保健ならびに学校安全に関して文部科学大臣から表彰を受ける。
- 2018年（平成30年）- 国際経済科募集停止

## 学校行事
八商バザー
青森県立高校で唯一、バザーを開催する。「八商バザー」は八戸市堀端町に校舎のあった1929年から行われており、毎年10月、地域の商店や企業などの協力を得て、生徒がグループになって一つの商店を経営する。生徒たちは収益を上げるために、日ごろ学んだ商業技術を使って販売方法に工夫を凝らす。これ以外の代表的な行事には、体育祭やスポーツフェスティバル、職場体験実習がある。
修学旅行
1995年（平成7年）から国際経済科の修学旅行先は米国ハワイで、ホームステイや現地ハイスクールとの交流などによる異文化理解の活動を行う。このほか、同科は米軍三沢基地内のエドグレンハイスクールとの交流活動なども行っている。

### 生徒商業研究発表大会
平成２７年度　第２３回全国生徒商業研究発表大会で「戸クエ８（ドアクエエイト）」が文部科学大臣賞を受賞。
部活動は、特にスピードスケート、アイスホッケーの両部が古豪と評され、冬季のインターハイの常連である。
運動部
- アイスホッケー部

インターハイで過去6回3位入賞した(第2、4、16、26、37、38回)。日本国内のトップリーグであった日本リーグや、アジアリーグで活躍する選手を輩出する。2006年から苫小牧市で開催されている全国高等学校選抜アイスホッケー大会には第1回、第2回大会に出場した。
- スピードスケート部

学校創立と同時に発足。伝統の“赤タイツ”を着用し、インターハイなどの全国大会で上位入賞選手を輩出している。第57回インターハイ（2008年1月・山梨県）では、同部の在家範将が男子5000メートルで優勝した。
- 硬式野球部
- バスケットボール部
- バレーボール部
- バドミントン部
- ソフトボール部
- ソフトテニス部
- 卓球部
- 水泳部
- 弓道部
- 柔道部

文化部
- 吹奏楽部

2008年、2009年と2年連続で吹奏楽コンクール東北大会に出場している。
また、2011年10月29日に文京シビックホールで行われる日本管楽合奏コンテスト全国大会への出場も決っている。
- 珠算部
- ワープロ部
- 簿記部
- JRC部
- コンピュータ部

愛好会
- 家庭愛好会
- 英会話愛好会
- 文芸愛好会

## 著名な出身者
旧制、市立時代を含む
文化・芸能
- フルカワミキ（シンガーソングライター）
- 天摩正太郎（元八戸観光協会会長（第3代）、青森放送元取締役、八戸三社大祭に前夜祭を設定）
- 中寒二（詩人）

スポーツ
- 佐藤弘一（アイスホッケー女子日本代表監督）
- 松田一男（グルノーブル冬季五輪（1968年）アイスホッケー日本代表）
- 佐藤真弘（インスブルック冬季五輪（1964年）アイスホッケー日本代表）
- 浅坂武次（コルティナダンペッツォ冬季五輪(1956年)スピードスケート日本代表）

経済
- 前川原文男（ヒューテックノオリン専務取締役営業本部長）
- 川上正男（いわぎんディーシーカード代表取締役社長、岩手銀行元執行役員）

政治・行政
- 舩見亮悦（三沢市議会議長）
- 西村盛司（元・三沢市議会議員）
- 谷地先次郎（元・八戸市議会議長（第25代）、八戸魚市場元社長）
- 松田岩雄（元・八戸市議会議長（第21代）。社会福祉法人愛育福祉会元理事長）